# Notre-Dame-St-Laurent

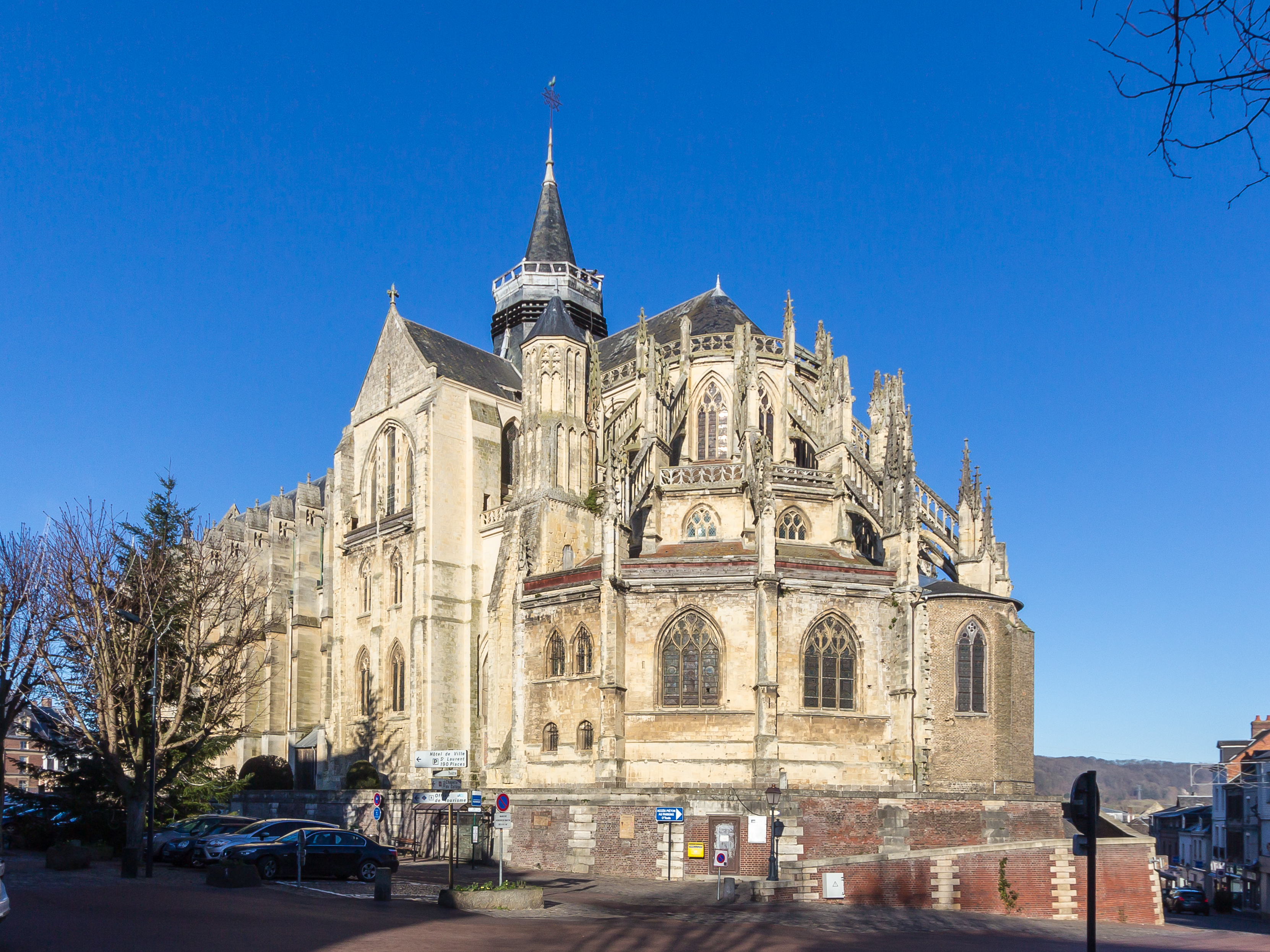
Ansicht der Stiftskirche Notre-Dame und hl. Laurent O’Toole von Osten

Die frühere Stiftskirche Notre-Dame und St. Laurent O’Toole (französisch Collégiale Notre-Dame-et-Saint-Laurent d’Eu) liegt in Eu (Seine-Maritime) und war ursprünglich eine Abteikirche, die während der französischen Revolution zerstört wurde. Zwischen 1186 und 1240 erbaut, diente sie den noch heute existierenden Augustiner-Chorherren vom Heligen Victor. Die Stiftskirche ist seit der Erhebung von 1840 als historisches Baudenkmal gelistet.
Sie war der Begräbnisort des hl. Laurent O’Toole und später der der Grafen von Eu.

## Geschichte des Stifts
Von Wilhelm I. von Eu um 1002 als Stiftskirche Sainte-Marie für Säkularkanoniker gegründet, also von weltlichen Klerikern betreut, gestattete 1119 Heinrich I., Comte d’Eu, den Wechsel der Säkularkanoniker hin zu Mönchen des 1111 gegründeten Ordens des hl. Victor, also zu Augustiner-Chorherren vom Heligen Victor.
1161 wurde eine Konfraternität zwischen dem Chorherrenstift in Eu und der Abtei Saint-Michel du Tréport begründet. Wenn irgendein Ordensmann der einen oder der anderen Gemeinschaft sich mit seinem jeweiligen Abt uneins war, konnte er sich in das andere Kloster zurückziehen, bis alles geklärt war.
Am 14. November 1180 starb hier der hl. Laurent O’Toole, Erzbischof von Dublin, auf einer diplomatischen Mission zum englischen König, der sich damals in Rouen aufhielt. Er wurde 1225 von Papst Honorius III. heiliggesprochen. Die Kirche, welche 1186 neu erbaut wurde, erhielt nun auch seinen Namen. Die unterschiedlichen Bauten des Stifts wurden 1230 vollendet. Die Kirche erlitt Schäden durch Brände in den Jahren 1426 und 1475, die auch die Stadt Eu in Mitleidenschaft zogen. 1455 brannte die Kirche als Folge eines Gewitters.
1632 schloss sich das Stift der von Kardinal François de La Rochefoucauld am 8. April 1622 gegründeten Congrégation de France an. Damit sollte wieder mehr religiöse Strenge in die Klöster der Augustiner-Chorherren gebracht werden, wie es das Konzil von Trient gefordert hatte.
Am 13. Februar 1790 verkündete die konstituierende Nationalversammlung die Aufhebung aller Ordensgelübde und die Unterdrückung der kirchlichen Orden. Ihre Bauten wurden zerstört. So besteht heute nur noch die Stiftskirche als Pfarrkirche Saint-Laurent d’Eu. Das Gelände des Stifts wurde von den Schlossherren aufgekauft. Zwei Epitaphe ehemaliger Chorherren sind in die Mauer der Kirche eingelassen, an der sie beerdigt wurden. Durch König Louis-Philippe I. wurde die Kirche restauriert und verschönert.

## Äbte und Kommendataräbte
Nach Benoît Coquelin lautet diese wie folgt:

### Reguläre Äbte des Klosters
1. 1119: Raoul, kam aus der Abtei Saint-Victor in Paris
2. ~ 1130–1148: Goscelin, Gosselin oder Josselin
3. Nicolas
4. ~ 1138–1148: Robert
5. ~ 1161: Roger
6. ~ 1181–1191: Osbert
7. ~ 1186:  Matthäus
8. ~ 1196–1207: Hugo
9. ~ 1212–1214: Ägidius
10. ~ 1224–1248: Guyon oder Gui
11. ~ 1251–1256: Wilhelm
12. ~ 1260: Guyon oder Gui II.
13. ~ 1270–1290: Thomas de Nangi
14. ~ 1301: Johannes
15. ~ 1312: Petrus
16. Wilhelm II.
17. ~ 1378–1400: Robert II.
18. ~ 1410–1419: Thomas II.
19. ~ 1420–1430: Jean Grenon
20. ~ 1431: Martin Nicole
21. ~ 1448: Jean de Baucher
22. ~ 1451: Richard
23. Jean le Comte
24. ~ 1455–1464: Jean Vallier
25. ~ 1474–1503: Jean Glache
26. ? – 1510: Honoré Villon
27. ? – 1531: Jean de Montpelé, letzter regulärer Abt

### Kommendataräbte
Mit dem Abschluss des Konkordats von Bologna zwischen König Franz I. und Papst Leo X. von 1516 beginnt die Reihe der Kommendataräbte und weltlichen Herren:
1. 1532–1541:  Jean de Langeac, Bischof von Limoges.
2. 1541–1543: François de Tournon, Erzbischof von Auch.
3. 1548–1557: François de Lestrange, Bischof von Alet.
4. ?000–1572:  Pierre oder Ponce de Vezenobre († 1572).
5. 1573–1588: Pierre d’Elbène.
6. 1589–1595: Eustache Pignart.
7. 1597–1601: Gaston de Brieu oder Vast de Grieu.
8. 1601–1649: Nicolas de la Place.
9. 1649: Charles-Maurice Le Tellier, Erzbischof von Reims.
10. 1650: Roger de Lorraine.
11. 1671–1676: Kardinal Virginio Orsini.
12. 1678–1708: Kardinal Pierre de Calvo.
13. 1742: Maximilien de Ganillac de Beaufort de Montboissier.
14. 1745–1773: N. Macé.
15. 1773–1790: Joseph-François d’Andigné de la Chasse, Bischof von Chalon-sur-Saône.

## Wappen
| Wappen von Notre-Dame-St-Laurent | Blasonierung: „In Blau die silberne Darstellung Unserer Lieben Frau, umgeben von einem silbernen Rosenkranz und in den vier Ecken begleitet von silbernen flammenden Herzen“ |
| Wappen von Notre-Dame-St-Laurent | |

## Architektur und Ausstattung

### Außenansicht
Das Bauwerk im gotischen Stil erhebt sich auf dem Grundriss eines lateinischen Kreuzes mit einem Hauptschiff, das von zwei Seitenschiffen begleitet wird. Der nach Osten orientierte Chor ist durch ein Querschiff abgesetzt und weist einen Chorumgang mit sieben Kapellen auf.

### Innenansicht
Das im 13. Jahrhundert erbaute Hauptschiff erstreckt sich über 11 Joche mit einem Höhenverhältnis von 3:1. Es verlängert sich in den Chor, der ihm gegenüber erhöht liegt und über sieben Stufen erreicht wird.

#### Ausstattung
- Herrschaftssitz: Sie datiert von 1731. Es wurde von Adrien Le Jeune aus Abbeville angefertigt und stellt einen ovalen Baldachin dar, der von zwei Karyatiden getragen und von Lambrequins geschmückt wird, deren Ovale einst geschnitzte Lilien enthielten. Der Baldachin trägt die Symbolfigur der Religion, unter der Kanonenrohre auf einen der Stifter hinweisen. Louis Auguste de Bourbon, Großmeister der Artillerie, Herzog von Maine und Graf von Eu von 1693 bis 1736 spendete das Holz, das für die Ausführung dieses Werkes notwendig war.[7]
- Chorgestühl aus dem 17./18. Jahrhundert.[8]
- Kanzel (1752), angefertigt vom Tischlermeister Grimpel.[9]
- Emporenorgel, erbaut vom Orgelbaumeister Louis Isoré 1614. Sie wurde 1841 von Cavaillé-Coll restauriert.[10]
- Glasfenster: Die Kirche ist mit Glasfenstern aus dem Glasmalatelier der Manufaktur von Sèvres geschmückt, die zwischen 1833 und 1847 hergestellt wurden. Das ikonographische Programm wurde mit Zustimmung von König Louis-Philippe I. ausgearbeitet. Unter den zahlreichen Künstlern, die bei der Gestaltung mitwirkten, ragt der Name Eugène Delacroix heraus (Vorlagenskizzen für die Fenster des hl. Johannes Evangelist und der hl. Victoire Teissier [† 1547] im Seitenschiff).[11]

#### Kunstwerke
- Polychrome Grablegung aus dem 16. Jahrhundert in der zweiten Kapelle des Chorumgangs, rechts.[12]
- Madonna mit dem Jesuskind, als Möglichkeit François Anguier zugeschrieben, in der Apsiskapelle.[13]

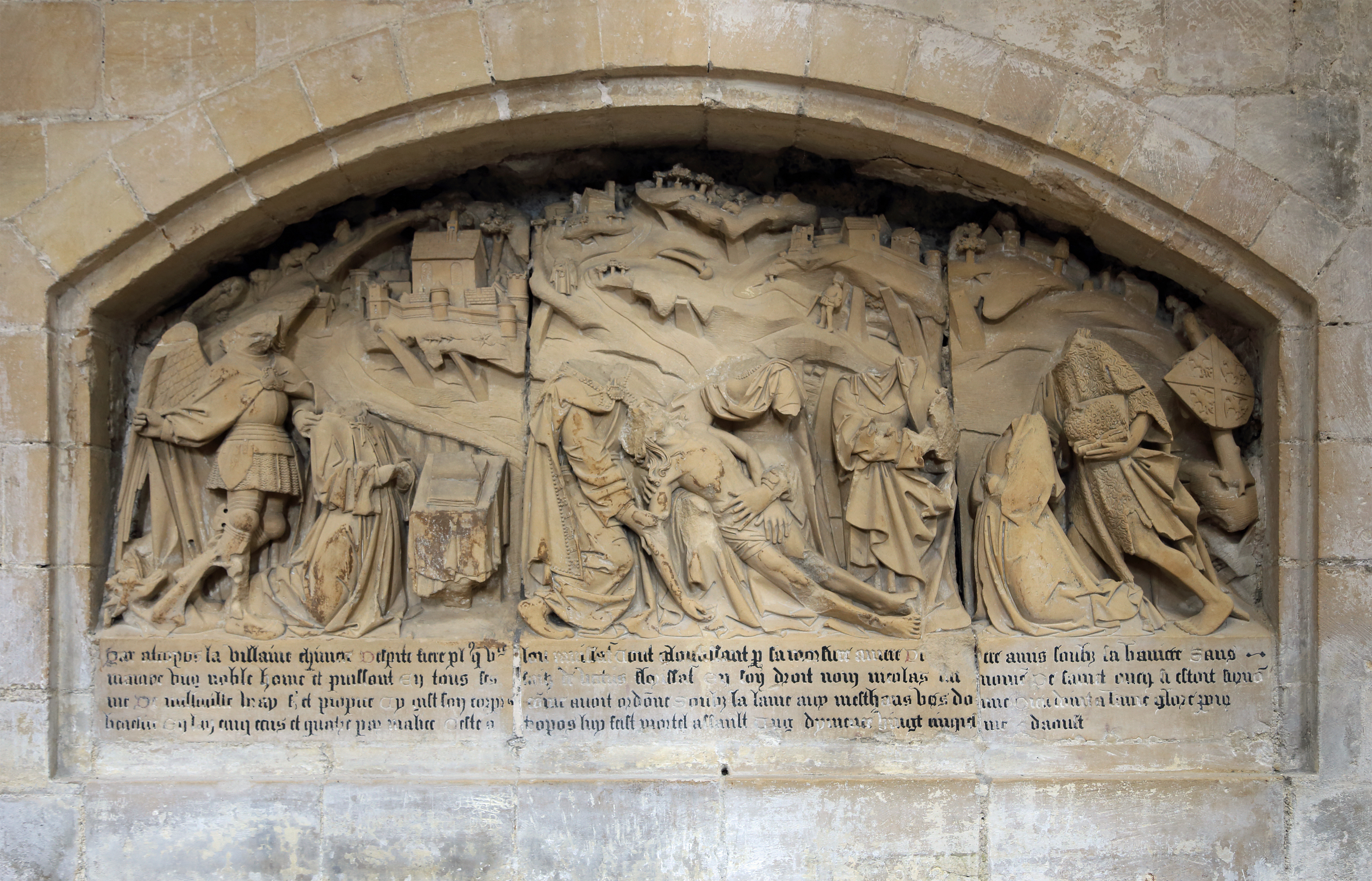
Basrelief des Nicolas de Melleville († 1504), Beschädigungen durch die französische Revolution

- Basrelief des Nicolas de Melleville, eines früheren Bürgermeisters der Stadt Eu, verstorben im Jahr 1504. In der durch die Revolution deutlich in Mitleidenschaft gezogenen Szene wird der vom Kreuz abgenommene Jesus in den Schoss seiner Mutter Maria gelegt.
- Reliquiar des hl. Laurent O’Toole im Chor.

#### Krypta
Die Krypta mit einer Länge von 31 m und einer Breite von 6,5 m besitzt fünf Joche mit Kreuzgratgewölben und ein Apsisjoch mit sieben Bögen. Sie erstreckt sich unter dem Chor und den letzten beiden Langhausjochen. Vom Archäologen Jean Benoît Désiré Cochet (1812–1875) in Anspielung auf die Grablege der französischen Könige als „Saint-Denis der Normandie“ bezeichnet und 1828 auf Kosten des späteren Königs Louis-Philippes I. restauriert, enthält sie die figürlichen Sarkophage von:
- Laurent O’Toole (nach der Treppe gleich links).
- Le duc d’Aumale (1704–1708) et Louis Auguste de Bourbon, prince souverain de Dombes (1700–1755), tous deux fils de Louis Auguste de Bourbon, duc du Maine, lui-même fils de Louis XIV. et de Madame de Montespan (au centre de la crypte).
- an der linken Wand Charles d’Artois († 1472), Philippe d’Artois († 1397), sein Sohn Philippe d’Artois († 1397 im Kindesalter), Jean d’Artois († 1387) als Sohn Robert III. d’Artois und dessen Sohn Charles d’Artois († 1368 im Kindesalter).
- an der rechten Wand Isabelle de Melun (Gemahlin von Jean d’Artois, † 1389), Isabelle d’Artois (Tochter von Jean d’Artois, † 1379), Jeanne de Saveuse (erste Ehefrau von Charles d’Artois, † 1448) und Hélène de Melun (zweite Ehefrau von Charles d’Artois, † 1472).
- Im Zentrum die beiden Enkel Ludwigs XIV., Louis-Auguste de Bourbon, souveräner Prinz von Dombes (* 1700, † 1755), und der Duc d’Aumale (* 1704, † 1708)